# Canalejas del Arroyo
Canalejas del Arroyo é um município da Espanha, na província de Cuenca, comunidade autônoma de Castela-Mancha. Tem 60,95 km² de área e em 2021 tinha 170 habitantes (densidade: 2,8 hab./km²). Limita com os municípios de Albendea, Buciegas, Cañaveras, Castejón, Gascueña, San Pedro Palmiches, Tinajas e Villar del Infantado.